# Étienne Aldebrand
Pour les articles homonymes, voir Aldebrand.
Étienne Aldebrand, dit aussi Étienne Aldebran, ou Étienne d'Audebrand de Chamberet ou de Chamberet, Estienne Aldebrandy Étienne de Chambert, mort en 1361, est un ecclésiastique français, novice puis moine à l'abbaye de Saint-Alyre de Clermont, avant de devenir prieur du prieuré de Thuret, dépendant de l'abbaye de Saint-Alyre, puis abbé de l'abbaye Saint-Pierre de Montier-la-Celle avant 1323, abbé-évêque de l'abbaye du Mont-Cassin, évêque de Saint-Pons (1345-1348), puis archevêque d'Arles (1348-1350) et enfin  archevêque de Toulouse de (1350 à 1361).

## Biographie
Nicolaï Bertrandi (Nicolas Bertrand, vers 1470 -mort en 1527) et ceux qui ont écrit après lui l'appellent cambarut (« Qui a de longues jambes ») celui qui avait été prieur du prieuré de Thuret, près de Clermont en Auvergne, d'où il fut tiré par le pape Clément VI qui le fit grand camérier et abbé de l'abbaye de la Celles à Troyes.
Jean Papire Masson (1544-1611) écrit dans la Vie du Pape Clément VI que ce fut en reconnaissance de ce que ce pape avait envers ce moine par le fait que : « Ce Pape estant encore Moine, ayant esté dépouillé par des voleurs en s'en retournant de Paris à son Monastère de la Chaise-Dieu, avait esté bien accueilli [par Etienne Audebrand] qui luy donna encore un habit et de l'argent pour achever son voyage […] il lui avait dit en riant : allez, vous me le rendrez quand vous serez pape ». 
Abbé de l’abbaye de Montcassin sous le nom de Stefan III (1343-1345), il occupe ensuite le siège de l’évêché de Saint-Pons le 13 février 1346 à la mort de son dernier abbé survenue le 15 septembre 1345. Neveu du pape Clément VI, il en devient le camérier et trésorier, par bulle du 13 janvier 1347. Étienne Aldebrand est nommé archevêque d’Arles en 1348 avant d’obtenir l’archevêché de Toulouse en 1350 où il siégea jusqu'en 1360. Son anniversaire est marqué le 26 mars dans le cartulaire de l'église de Saint-Pons.
Au cours de ce bref archiépiscopat, les archives du Vatican indiquent qu'il passe le contrat de vente d’Avignon, avec toutes ses dépendances, entre la reine Jeanne de Sicile et de Naples, duchesse de Calabre et comtesse de Provence et le pape Clément VI en date du 13 juin 1348. D'autres sources mentionnent Guillaume de Malesec (Malosico), clerc de la Chambre du pape et chanoine de Langres, à la date du 6 juin 1348. Mais l'acte porte véritablement que ce fut « Étienne évêque de Saint-Pons qui en fit le paiement et compta pour cet effet la somme de 80,000 florins d'or ». Mais que ce fut Guillaume de Malefico, clerc de la Chambre du Pape, qui accepta la vente au nom de celui-ci, ainsi qu'il est rapporté dans le Livre de l'entrée de la reine Marie de Médicis à Avignon intitulé Le Labirinthe royal.
Il est l'oncle du prélat Pierre Aymé, qui fut le 79e évêque d'Auxerre de 1362 à 1373. Il laissa à ce dernier sa seigneurie et son château des Roches de Coffins à Saint-Ours-les-Roches.

## Armoiries
- « D'azur, à deux fasces d'or, accompagné en chef de trois besans d'argent »[7].

### Sources
- Jean-Pierre Papon, Histoire générale de Provence, p. 313 (en ligne).
- Jean-Baptiste Trottet-le-Gentil, Chronologie des abbez du monastère et des evesques de l'église de S. Pons de Thomières, Béziers, 1703, réédition en 1873, pp.32-33.
- M. H. Fisquet,  Histoire chronologique et biographique des archevêques et évêques de tous les diocèses de France, dans  Gallia Christiana, Paris, p. 546.